# SARS-CoV-2-deltavariant
De SARS-CoV-2-deltavariant, ook wel deltavariant, lineage B.1.617.2 of Indische variant, is een variant binnen lineage B.1.617 van SARS-CoV-2, het virus dat COVID-19 veroorzaakt.
De variant werd eind 2020 voor het eerst gedetecteerd in India. Op 31 mei 2021 maakte de Wereldgezondheidsorganisatie bekend dat de variant binnen publieke kanalen zal worden aangeduid als variant delta.
De variant heeft mutaties in het gen dat codeert voor het peplomeer van SARS-CoV-2 wat heeft geleid tot de vervanging van T478K, P681R en L452R, welke bekendstaan om het feit dat ze invloed hebben op de besmettelijkheid van het virus evenals op het geneutraliseerd worden met antilichamen van andere rondgaande varianten van SARS-CoV-2. In mei 2021 nam Public Health England (PHE) waar dat bij een besmetting voor de tweede keer de waardes 51 tot 67% hoger lagen dan bij de alfavariant.

## Delta plus
In juli 2021 werd een variant van de deltavariant opgemerkt in het Verenigd Koninkrijk, A.Y.4.2, ook wel delta plus genoemd.